# Hemerobius claggi
Hemerobius claggi är en insektsart som beskrevs av Banks 1937. Hemerobius claggi ingår i släktet Hemerobius och familjen florsländor. Inga underarter finns listade i Catalogue of Life.